# Wörth am Rhein
Wörth am Rhein é uma cidade da Alemanha localizada no distrito de Germersheim, estado da Renânia-Palatinado.